# Ušće Shopping Centre
Das Ušće Shopping Centre ist nach dem Stadion Shopping Center das zweitgrößte Einkaufszentrum in Serbien und der Region. Auf sechs Ebenen und 50.000 m² Gewerbefläche befinden sich über 150 Geschäfte, Restaurants, Bars, ein Spieleparadies, ein Supermarkt, ein Multiplex-Kino mit 11 Sälen und eine Bowlingbahn.

## Lage
Das Ušće Shopping Centre befindet sich im Belgrader Stadtteil Ušće im Stadtbezirk Neu-Belgrad auf dem linken Donauufer. Direkt daneben befinden sich die beiden als Büros genutzten Hochhäuser Ušće Towers; der ältere der beiden 25 Stockwerke hohen Wolkenkratzer war von seiner Eröffnung 1964 bis 1979 das höchste Gebäude Serbiens und wurde 1999 von der NATO angegriffen und schwer beschädigt. Neben dem Einkaufszentrum befindet sich der Ušće-Park.